# Bolbaffer gigas
Bolbaffer gigas là một loài bọ cánh cứng trong họ Geotrupidae. Loài này được Kolbe miêu tả khoa học năm 1894.